# Pieter van Gunst

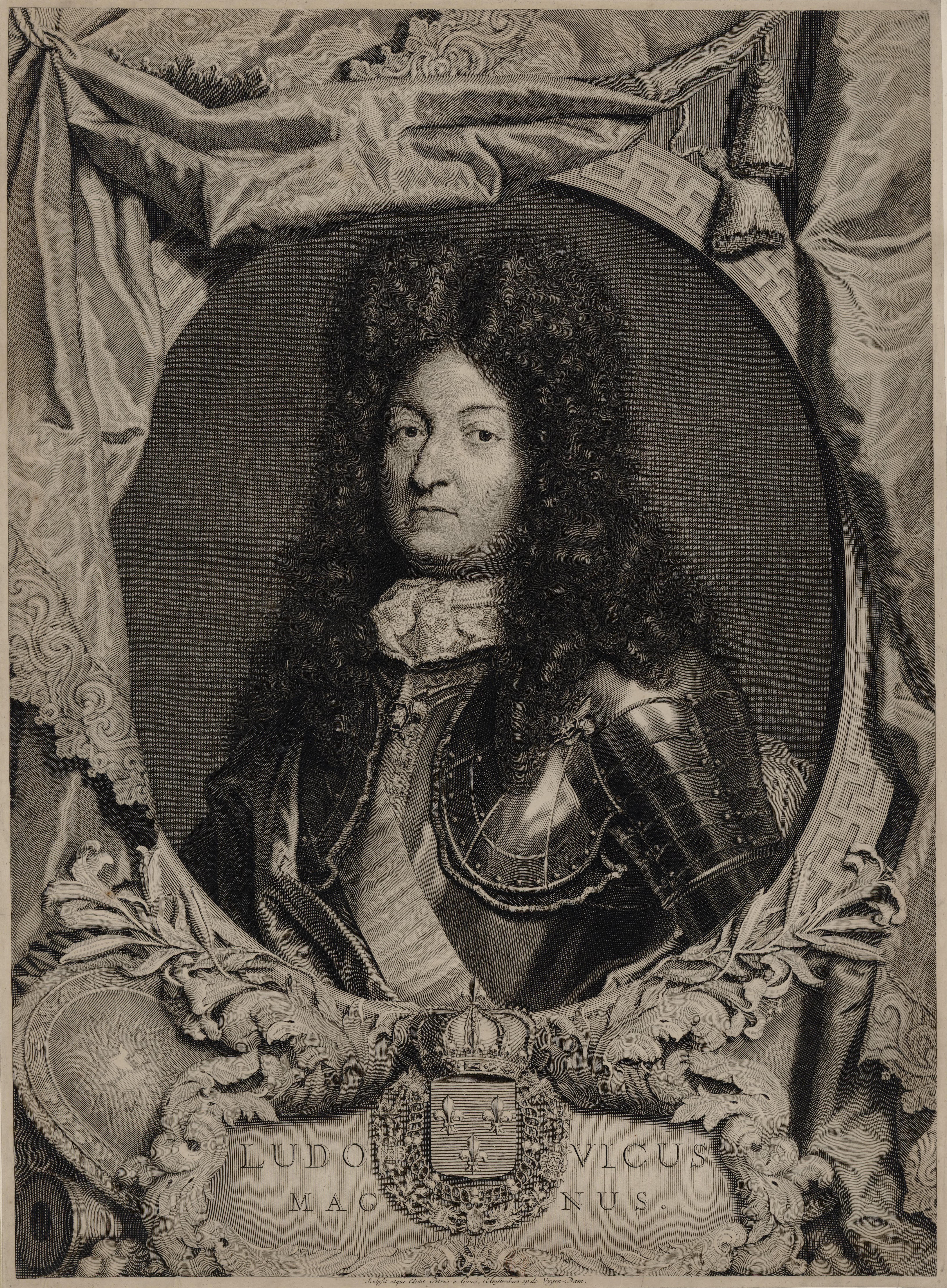
Portrét Ludvíka XIV.

Pieter Stevensz. van Gunst, také Pieter Stevens van Gunst nebo Petrus Stephani (1659 Amsterdam – listopad 1732 tamtéž, pohřben 10. listopadu 1732) byl nizozemský tiskař, rytec a mědirytec. Působil v Londýně (1704) a holandské obci Nederhorst (1730-1731).
Tisky rytin Pietera van Gunsta jsou zastoupeny ve sbírkách Rijksmuseum v Amsterdamu, Muzeu Boijmans Van Beuningen v Rotterdamu, v Britském muzeu a National Portrait Gallery v Londýně.

## Život

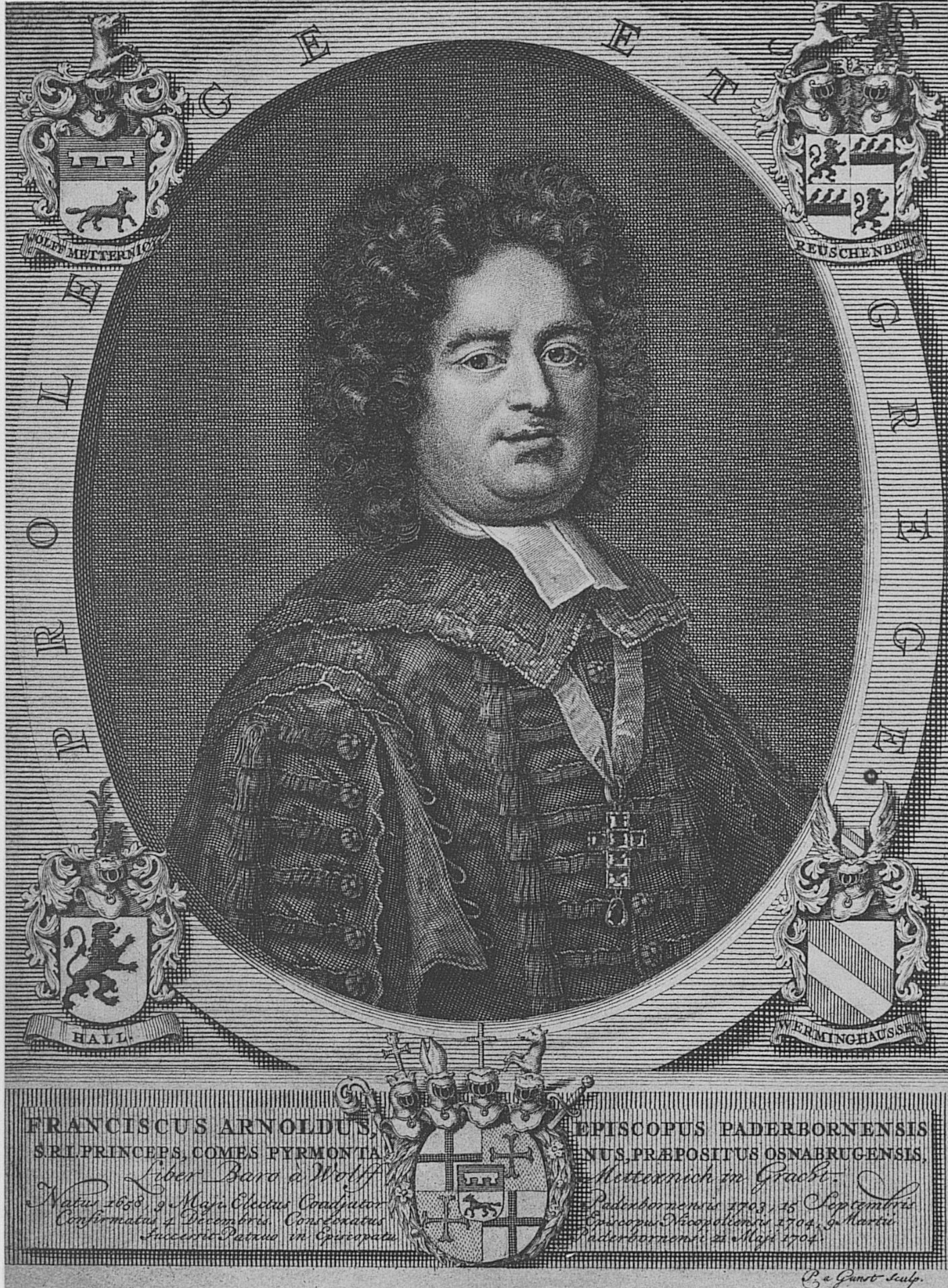
Franz Arnold Wolff-Metternich zur Gracht (1658-1718)

Pieter van Gunst zhotovil více než 1000 portrétních rytin podle předloh umělců jako byli například Anthonis van Dyck a Adriaen van der Werff. Kromě toho tiskl mnohé knižní přebaly a ilustrace. Vytvořil také sérii ilustrací pro historické pojednání Isaaca de Larrey a rytiny kreseb Gerarda de Lairesse pro ilustraci díla Anatomia humani corporis Goverta Bidlooa.
V letech 1713-1715 zhotovil sadu deseti rytin obrazů malíře van Dycka ze sbírky britského vévody Philipa Whartona. Objednal si je syndikát britských obchodníků s uměleckými předměty Cock, Comyns and McSwiny. Syndikát pozval Jacoba Houbrakena v roce 1713 do Británie, kde kreslil výkresy a Pieter van Gunst podle nich v Amsterdamu dělal rytiny. Těchto deset rytin bylo nabídnuto k prodeji 13. prosince 1715 v London Gazette.
O jeho životě je známo jen velmi málo. Jisté je, že se v roce 1687 v Amsterdamu oženil s Leonorou Baarselmans z Haagu. V roce 1712 byl jako obchodník s uměním přijat do knihkupeckého cechu. 10. listopadu 1732 byl pohřben ve Westerkerku v Amsterdamu.
Pieter van Gunst bývá často zaměňován se stejnojmenným synem, jenž byl také mědirytcem a básníkem.